# Tangenziale Ovest di Padova
La tangenziale Ovest di Padova corre interamente in territorio comunale e collega la zona nord della città alla zona sud. È lunga circa 12 km e consta di 6 uscite, precisamente dalla 1 alla 6. È denominata corso Australia e numerata come strada regionale 47 di Altichiero. È classificata come strada extraurbana secondaria anche se è a due carreggiate separate.

## Il percorso

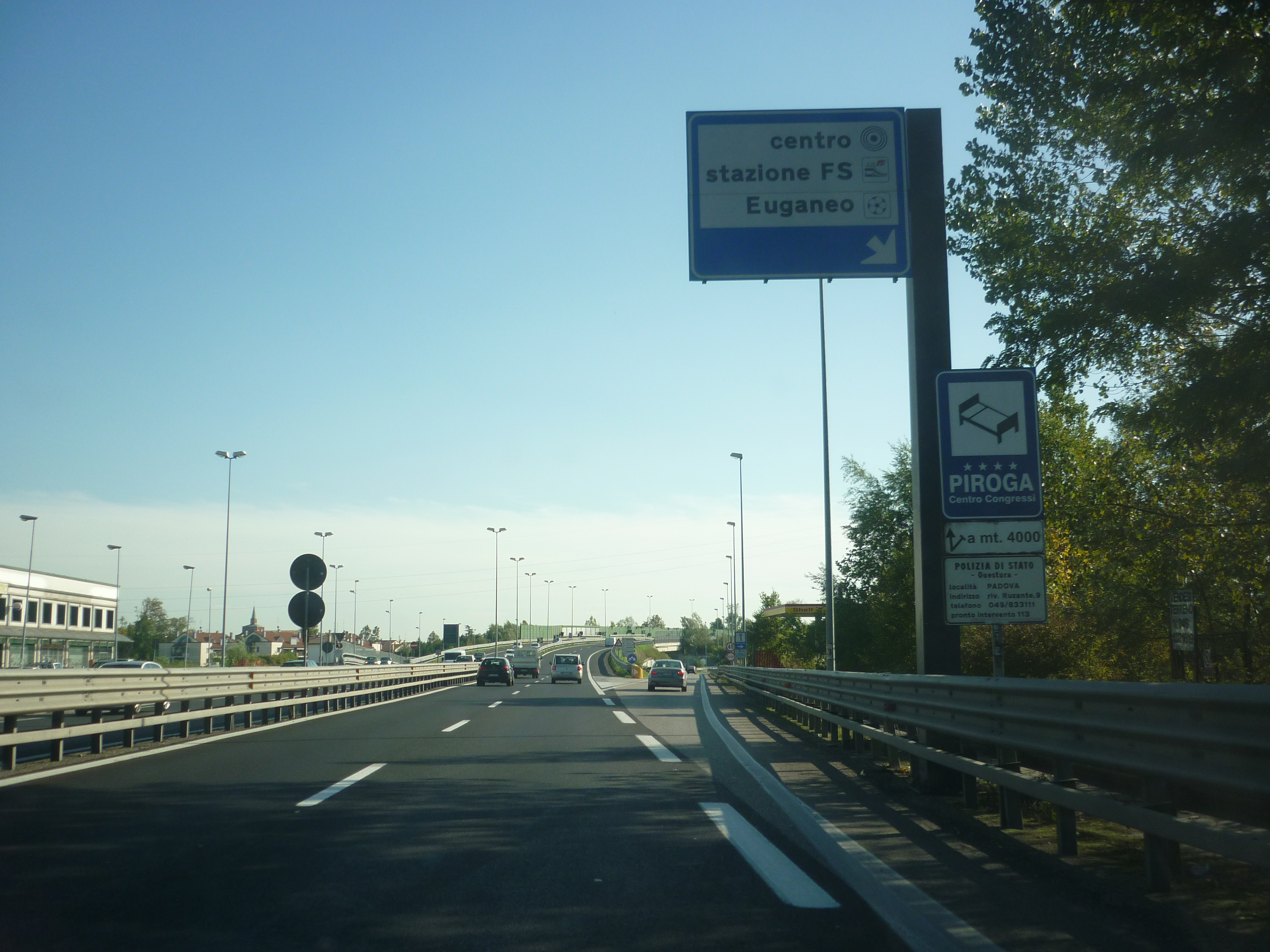
La tangenziale ovest in direzione sud

La prima uscita si trova in via Po nei pressi dello stadio Euganeo (1), poi la strada prosegue parallela alla città di Padova, passando per l'aeroporto, fino ad arrivare alla zona sud della città. Tutta la tangenziale è a due carreggiate e dispone di 2 corsie di marcia più quella di emergenza per senso di marcia.
Prosegue a nord, senza soluzione di continuità, come SP 47 Tangenziale di Limena e a sud come tangenziale Sud.
| TANGENZIALE OVEST DI PADOVA                                           |               |
| Uscita                                                                | Uscita Numero |
| SP 47 Tangenziale di Limena A4-Padova ovest                           |               |
| Tangenziale Nord di Padova                                            |               |
| Padova Via Po - Q.re San Bellino                                      |               |
| Padova Via Rocco - Stadio Euganeo                                     |               |
| Padova Via Montà - Q.re Montà                                         |               |
| Padova Via Chiesanuova - Rubano Sarmeola                              |               |
| Padova Via dei Colli - Via Sorio - Q.re Brusegana Aeroporto di Padova |               |
| Selvazzano Dentro - Abano Terme                                       |               |
| Tangenziale Sud di Padova                                             |               |

## La gestione
Attualmente questo tratto di tangenziale è dato in gestione a Veneto Strade.

## I progetti
Nel 2007 sono iniziati i lavori della prima parte del nuovo tratto occidentale di quello che sarebbe dovuto diventare più compiutamente il GRA di Padova, aperta al traffico il 28 maggio 2012 in ritardo di quasi tre anni rispetto a quanto preventivato. La nuova strada diparte dall'attuale tangenziale Ovest presso la curva Boston (a sud-ovest, all'altezza dell'uscita 6) per raggiungere la SP 89 "dei Colli" in comune di Selvazzano Dentro, sgravando del traffico d'attraversamento (pendolare, commerciale e turistico) i quartieri sud-occidentali di Padova, nonché il quartiere Tencarola di Selvazzano Dentro in direzione dei Colli Euganei.
Il percorso del cosiddetto GRA di Padova (detto anche Orbitale) avrebbe dovuto proseguire dalla SP 89 aggirando esternamente alcuni comuni della cintura urbana ovest (Selvazzano Dentro e Rubano) arrivando quindi al nuovo casello autostradale di Ronchi sulla A4, da dove sarebbe stato previsto il collegamento diretto con l'autostrada nonché un'ulteriore bretella di collegamento con l'attuale tangenziale Ovest all'altezza del casello di Padova Ovest (sempre della A4). Il progetto di unire in maniera più diretta il nuovo tronco ovest al nuovo tronco nord, attraverso il comune di Villafranca Padovana, è stato accantonato a causa della decisa opposizione locale.